# Filippo Della Vite
 Filippo Della Vite, né le 4 octobre 2001 à Bergame, est un  skieur alpin Italien.

## Biographie
En février 2021, il marque ses premiers points en Coupe du monde en prenant la 16e place du slalom géant de Bansko.
En mars 2022 à Panorama (en), il devient vice-champion du monde Juniors de slalom géant.
L'année suivante en février 2023, il se classe 10e du géant des championnats du monde (seniors) à Courchevel, et 16e du parallèle. En mars, il réussit son premier top-10 en coupe du monde en se classant 6e du géant de Kranjska Gora. Il termine au 13e rang du classement de la coupe du monde de slalom géant avec 2 tops-10.
En 2023-2024, il obtient 2 nouveaux tops-10 en coupe du monde de slalom géant dont une 8e place à Schladming.
En février 2025, il dispute ses seconds championnats du monde à Saalbach. Il s'y classe 24e du géant. Le 4 février 2025, il est sacré champion du monde par équipes avec le team italien (Giorgia Collomb, Lara Della Mea et Alex Vinatzer) au terme d'une compétition particulièrement serrée.

## Palmarès

### Championnats du monde
| Édition / Epreuve        | Slalom géant | Slalom | Parallèle | Team event |
| Mondiaux 2023 Courchevel | 10e          | -      | 16e       | 8e         |
| Mondiaux 2025 Saalbach   | 24e          | -      | -         | Or         |

### Coupe du monde
- Meilleur classement général : 41e en 2022-2023 avec 196 points
- Meilleur classement de slalom géant : 13e en 2022-2023 avec 196 points

- 4 tops-10
- Meilleur résultat sur une épreuve de Coupe du monde de slalom géant : 6e à Kranjska Gora le 12 mars 2023

#### Classements
| Saison / Épreuve | Saison / Épreuve | Général | Général | Descente | Descente | Super G | Super G | Slalom géant | Slalom géant | Slalom | Slalom | Combiné | Combiné | Parallèle | Parallèle |
| ---------------- | ---------------- | ------- | ------- | -------- | -------- | ------- | ------- | ------------ | ------------ | ------ | ------ | ------- | ------- | --------- | --------- |
| Saison / Épreuve | Saison / Épreuve | Class.  | Points  | Class.   | Points   | Class.  | Points  | Class.       | Points       | Class. | Points | Class.  | Points  | Class.    | Points    |
| 2021             | 2021             | 125e    | 15      | -        | -        | -       | -       | 42e          | 15           | -      | -      | -       | -       | -         | -         |
| 2022             | 2022             | 119e    | 21      | -        | -        | -       | -       | 36e          | 21           | -      | -      | -       | -       | -         | -         |
| 2023             | 2023             | 41e     | 196     | -        | -        | -       | -       | 13e          | 196          | -      | -      | -       | -       | -         | -         |
| 2024             | 2024             | 72e     | 87      | -        | -        | -       | -       | 24e          | 87           | -      | -      | -       | -       | -         | -         |
| 2025             | 2025             | 98e     | 45      | -        | -        | -       | -       | 28e          | 45           | -      | -      | -       | -       | -         | -         |

### Championnats du monde juniors
| Épreuve / Édition           | Descente | Super G | Slalom géant | Slalom  | Combiné | Team event |
| Mondiaux 2021 Bansko        | annulé   | 21e     | Abandon      | Abandon | annulé  | annulé     |
| Mondiaux 2022 Panorama (en) | -        | 29e     | Argent       | -       | 7e      | 6e         |